# Abrahámovce (Kežmarok)
Abrahámovce (in ungherese Ábrahámpikfalva, in tedesco Abrahamsdorf in der Zips) è un comune della Slovacchia facente parte del distretto di Kežmarok, nella regione di Prešov.